# بادمجان (بانه)
بادمجان یک روستا در ایران است که در دهستان بوئین واقع شده‌است. بادمجان ۲۴۹ نفر جمعیت دارد.